# Lessing-Preis für Kritik
Der Lessing-Preis für Kritik wird seit 2000 alle zwei Jahre von der Lessing-Akademie e. V., der Braunschweigischen Stiftung und – seit 2020 – der Stadt Wolfenbüttel verliehen. Er zeichnet analog zur kritischen Tätigkeit Lessings keine nur fachspezifische Kritik, sondern Kritik im umfassenderen Sinne aus.
Der Preis ist mit insgesamt 20.000 Euro dotiert, von denen 15.000 Euro auf den Hauptpreis und 5.000 Euro auf den Förderpreis entfallen. Der Hauptpreisträger bestimmt den oder die Träger des Förderpreises.
Mitglieder der Jury für die Preisverleihung sind seit 2023: Carolin Amlinger, Cord-Friedrich Berghahn, Peter Burschel, Annika Reich, Vanessa-Isabelle Reinwand-Weiss und David Schraven.

## Preisträger
- 2000: Karl Heinz Bohrer; Förderpreis für Michael Maar
- 2002: Alexander Kluge; Förderpreis für das St. Petersburger Cello-Duo: Mikail Degtiarev und Kirill Timofejev
- 2004: Elfriede Jelinek; Förderpreis für Antonio Fian
- 2006: Moshe Zimmermann; Förderpreis für Sayed Kashua
- 2008: Peter Sloterdijk; Förderpreis für Dietmar Dath
- 2010: Kurt Flasch; Förderpreis für Fiorella Retucci
- 2012: Claus Peymann; Förderpreis für die Schauspielerin Nele Winkler vom Theater RambaZamba[1]
- 2014: Hans-Ulrich Wehler; Förderpreis für Albrecht von Lucke
- 2016: Dieter Wieland; Förderpreis für Thies Marsen[2]
- 2018: Elizabeth T. Spira; Förderpreis für Stefanie Panzenböck[3]
- 2020: Ines Geipel; Förderpreise für Margarita Maslyukova, Ekaterina Melnikova, Ekaterina Pavlenko (Forscherinnen der Menschenrechtsorganisation „Memorial“)
- 2022: Vanessa Vu; Förderpreise für Moshtari Hilal und Sinthujan Varatharajah
- 2024: Georg Seeßlen; Förderpreis für das Projekt The Art Road to Peace der Freunde des Tel Aviv Museum of Art Deutschland e. V. (TAMAD e. V.)